# أحمد محمد العامر
أحمد محمد أحمد سعد العامر (مواليد 1977) سياسي ومصرفي ونقابي بحريني. عضو سابق في مجلس النواب من 12 ديسمبر 2018 ولغاية 12 ديسمبر 2022 وذلك عن الدائرة الأولى في المحافظة الجنوبية.

## السيرة الذاتية
حصل على شهادة الماجستير في الإدارة تخصص تسويق. عمل مديرا أول في بنك الإثمار كما أنه عضو مجلس إدارة نقابة المصرفيين وعضو في الاتحاد الحر لنقابات عمال البحرين.
في عام 2014 قرر الترشح لعضوية مجلس النواب عن الدائرة الأولى في محافظة الجنوبية. في الجولة الأولى حصل على 984 صوت بنسبة 18.15% ولم يتأهل إلى الجولة الثانية.
في عام 2018 قرر الترشح لعضوية مجلس النواب عن الدائرة الأولى في محافظة الجنوبية مجددا. في الجولة الأولى التي أقيمت في 24 نوفمبر 2018 حصل على 1602 صوت بنسبة 28.46% مما استوجب إقامة جولة ثانية في 1 ديسمبر حيث استطاع التغلب على منافسته نسرين معروف بحصوله على 2871 صوت بنسبة 56.92%.